# Grotella blanca
Grotella blanca är en fjärilsart som beskrevs av Barnes 1904. Grotella blanca ingår i släktet Grotella och familjen nattflyn. Inga underarter finns listade i Catalogue of Life.